# Ulster Unionist Party
Die Ulster Unionist Party (UUP, irisch Páirtí Aontachtach Uladh deutsch Unionistenpartei Ulsters) ist eine unionistische und protestantische Partei in Nordirland. Sie wurde 1905 als „Unionist Party“ gegründet und vertrat die Einheit Irlands mit Großbritannien. Lange Zeit war sie die wichtigste protestantische Partei des Landes, verlor diese Stellung aber ab dem Jahr 2002 an die von Ian Paisley geführte Democratic Unionist Party (DUP). Parteiführer der UUP ist seit dem 17. Mai 2021 Doug Beattie.

## Geschichte
In der Zeit der Selbstverwaltung Nordirlands von 1921 bis 1972 hatte die UUP, begünstigt durch das Mehrheitswahlrecht, stets die absolute Mehrheit im nordirischen Parlament und stellte den Premierminister. In der ersten Wahl zur Northern Ireland Assembly im Jahre 1998, die nach dem Karfreitagsabkommen eingerichtet wurde, wurde sie die größte Partei und ihr Parteichef David Trimble wurde Erster Minister. Seit den 1970er-Jahren hat der Stimmenanteil der UUP jedoch kontinuierlich abgenommen.
Bei den Unterhauswahlen am 5. Mai 2005 verlor die UUP fünf ihrer sechs Mandate (vier an die radikale DUP, eines an die republikanisch-sozialdemokratische SDLP). Die UUP war danach lediglich noch durch die Abgeordnete Sylvia Hermon aus dem Wahlkreis North Down im Parlament vertreten. Bei den Unterhauswahlen am 6. Mai 2010 errang die UUP gar kein Mandat mehr.
Im Europäischen Parlament war die UUP bei allen Europawahlen immer mit einem von drei nordirischen Abgeordneten vertreten. Von 1987 bis 1989 war sie Mitglied der rechtsextremen Fraktion der Europäischen Rechten (ER). Sie war seit der Europawahl 2009 Mitglied der Europapartei Allianz der Europäischen Konservativen und Reformer (AECR) sowie der dazugehörigen Europaparlamentsfraktion Europäische Konservative und Reformer (ECR). Zuvor gehörte sie den Europäischen Demokraten, einer Untergruppe der EVP-ED-Fraktion, an.
Der frühere Parteiführer Sir Reg Empey wurde im November 2010 in das House of Lords berufen.
Vor der Unterhauswahl am 7. Mai 2015 kam es zu einer Wahlkreisabsprache mit der DUP, nach der beide Parteien in den Wahlkreisen  Fermanagh and South Tyrone und Newry and Armagh jeweils einen Kandidaten der UUP und in den Wahlkreisen Belfast East und Belfast North einen Kandidaten der DUP aufstellten. Dadurch konnte die UUP die beiden erstgenannten Wahlkreise gewinnen, so dass sie in der folgenden Legislaturperiode wieder in Westminster vertreten war.
Am 30. August 2015 erklärte die UUP ihren Austritt aus der nordirischen Regierung. Parteiführer Mike Nesbitt erklärte dazu, die UUP könne nicht mit Sinn Féin zusammen in einer Regierung vertreten sein, solange die Provisional IRA, deren Existenz von Sinn Féin bestritten wird, weiterhin Mordanschläge, wie den als Rache für den Mord an Gerard Davison eingestuften an Kevin McGuigan, durchführe.
Bei der Wahl zur Nordirland-Versammlung 2016 gewann die Partei 16 von 108 Sitzen. Sie entsandte danach keine Vertreter in die Regierung, wie es ihr eigentlich zugestanden hätte, sondern verblieb in der Opposition.
Hinsichtlich der Frage über den weiteren Verbleib des Vereinigten Königreichs in der Europäischen Union war die UUP längere Zeit unentschieden, und erklärte, erst das Ergebnis der Verhandlungen von Premierminister David Cameron in Brüssel abwarten zu wollen. Am 5. März 2016 gab die Parteiführung als eine der letzten britischen Parteien ihren Standpunkt in dieser Frage bekannt. Sie empfahl ihren Wählern beim kommenden Referendum über die EU-Mitgliedschaft für den Verbleib in der EU zu stimmen. Zuvor hatte sich die rivalisierende DUP schon auf ein Votum für den EU-Austritt festgelegt.
Infolge des enttäuschenden Abschneidens der UUP bei der Wahl zur Nordirland-Versammlung 2017 erklärte Parteiführer Mike Nesbitt am 3. März 2017 seinen Rücktritt vom Parteivorsitz.

## Wahlergebnisse
Die Wahlergebnisse in der folgenden Tabelle sind jeweils (auch für die gesamt-britischen Wahlen) auf Nordirland bezogen. Unterhauswahlen erfolgten durchgehend nach Mehrheitswahlrecht, Wahlen zur Nordirland-Versammlung ab 1998 und Wahlen zum Europaparlament nach Präferenzwahlrecht.
| Jahr | Wahl                        | Stimmenanteil | Sitze  |
| ---- | --------------------------- | ------------- | ------ |
| 1973 | Nordirland-Versammlung 1973 | 25,3 %        | 24/78  |
| 1974 | Unterhauswahl Feb. 1974     | 32,3 %        | 7/12   |
| 1974 | Unterhauswahl Okt. 1974     | 36,5 %        | 7/12   |
| 1979 | Europawahl 1979             | 11,9 %        | 1/3    |
| 1979 | Unterhauswahl 1979          | 36,6 %        | 5/12   |
| 1982 | Nordirland-Versammlung 1982 | 29,7 %        | 26/78  |
| 1983 | Unterhauswahl 1983          | 34,0 %        | 11/17  |
| 1984 | Europawahl 1984             | 21,5 %        | 1/3    |
| 1987 | Unterhauswahl 1987          | 37,8 %        | 9/17   |
| 1989 | Europawahl 1989             | 22,2 %        | 1/3    |
| 1992 | Unterhauswahl 1992          | 34,5 %        | 9/17   |
| 1994 | Europawahl 1994             | 23,8 %        | 1/3    |
| 1997 | Unterhauswahl 1997          | 32,7 %        | 10/18  |
| 1998 | Nordirland-Versammlung 1998 | 21,3 %        | 28/108 |
| 1999 | Europawahl 1999             | 17,6 %        | 1/3    |
| 2001 | Unterhauswahl 2001          | 26,8 %        | 6/18   |
| 2003 | Nordirland-Versammlung 2003 | 22,7 %        | 27/108 |
| 2004 | Europawahl 2004             | 16,6 %        | 1/3    |
| 2005 | Unterhauswahl 2005          | 17,7 %        | 1/18   |
| 2007 | Nordirland-Versammlung 2007 | 14,9 %        | 18/108 |
| 2009 | Europawahl 2009             | 17,1 %        | 1/3    |
| 2010 | Unterhauswahl 2010          | 15,2 %        | 0/18   |
| 2011 | Nordirland-Versammlung 2011 | 13,2 %        | 16/108 |
| 2014 | Europawahl 2014             | 13,3 %        | 1/3    |
| 2015 | Unterhauswahl 2015          | 16,0 %        | 2/18   |
| 2016 | Nordirland-Versammlung 2016 | 12,6 %        | 16/108 |
| 2017 | Nordirland-Versammlung 2017 | 12,9 %        | 10/90  |
| 2017 | Unterhauswahl 2017          | 10,3 %        | 0/18   |
| 2019 | Europawahl 2019             | 9,3 %         | 0/3    |
| 2019 | Unterhauswahl 2019          | 11,7 %        | 0/18   |
| 2022 | Nordirland-Versammlung 2022 | 11,2 %        | 9/90   |
| 2024 | Unterhauswahl 2024          | 12,2 %        | 1/18   |